# ميخائيل كينيدي (حكم كرة قدم)
ميخائيل كينيدي (بالإنجليزية: Michael Kennedy)‏ هو حكم كرة قدم أمريكي، ولد في 16 أبريل 1961.